# Grafenberg (Neuffen-Vorberge)
Der Grafenberg ist ein Berg beim gleichnamigen Dorf der Gemeinde Grafenberg im Landkreis Reutlingen in Baden-Württemberg.

## Beschreibung
Das überwiegend südlich des Gipfels liegende Dorf umschließt die Bergkuppe fast ganz, nur der Westhang ist frei von Bebauung. Die Kuppe bietet nordwärts Aussicht bis zu den südlichen Stadtteilen Stuttgarts auf den Fildern.
Der in naturräumlicher Sicht zum Unterraum der Neuffen-Vorberge des Vorlandes der mittleren Schwäbischen Alb gehörende Berg ist ein rundlicher Höcker von um einen Kilometer Durchmesser, der sein unmittelbares Umland etwa hundert Meter hoch überragt. Er besteht aus Basalttuff und ist ein erosionsresistenter vulkanischer Härtling an der Stelle eines Schlotes des vor 11 Millionen Jahren im Miozän erloschenen Schwäbischen Vulkans.
Über den eine Höhe von 463,9 m ü. NHN erreichenden Gipfel läuft die Wasserscheide zwischen den Einzugsgebieten der Autmut im Nordosten und der Erms im Südwesten. Am Südwestfuß entspringt der zunächst noch Helfersbach genannte Ettwiesenbach, an der Westseite sammelt der weiter entfernte Steidenbach den Abfluss, beide laufen in westlicher bzw. südwestlicher Richtung zur Erms. Der am unteren Nordhang entstehende Reutenbach sowie der zunächst dem Gipfel am Osthang entspringende Lailesbach und dessen südöstlich etwas ferner vom höchsten Punkt seinen Lauf beginnende Vorfluter Lauterbach  dagegen entwässern nordostwärts zur Autmut.

## Landschaftsschutzgebiet
Der Gipfelbereich des Grafenbergs wurde am 28. Oktober 1965 als 2,7 ha großes Landschaftsschutzgebiet ausgewiesen, es trägt die Schutzgebietsnummer 4.15.129.

### LUBW
Amtliche Karte mit passendem Ausschnitt und den hier benutzten Layern: Grafenberg und Umgebung

Allgemeiner Einstieg ohne Voreinstellungen und Layer: Daten- und Kartendienst der Landesanstalt für Umwelt Baden-Württemberg (LUBW) (Hinweise)
1. ↑  Höhe nach schwarzer Beschriftung auf dem Hintergrundlayer Topographische Karte.
2. ↑  Beschreibung nach dem Hintergrundlayer Topographische Karte.

### Andere Belege
1. ↑  Friedrich Huttenlocher, Hansjörg Dongus: Geographische Landesaufnahme: Die naturräumlichen Einheiten auf Blatt 170 Stuttgart. Bundesanstalt für Landeskunde, Bad Godesberg 1949, überarbeitet 1967. → Online-Karte (PDF; 4,0 MB)
2. ↑  Geologie nach den Layern zu Geologische Karte 1:50.000 auf: Mapserver des Landesamtes für Geologie, Rohstoffe und Bergbau (LGRB) (Hinweise)